# Amtsgericht Frankfurt am Main

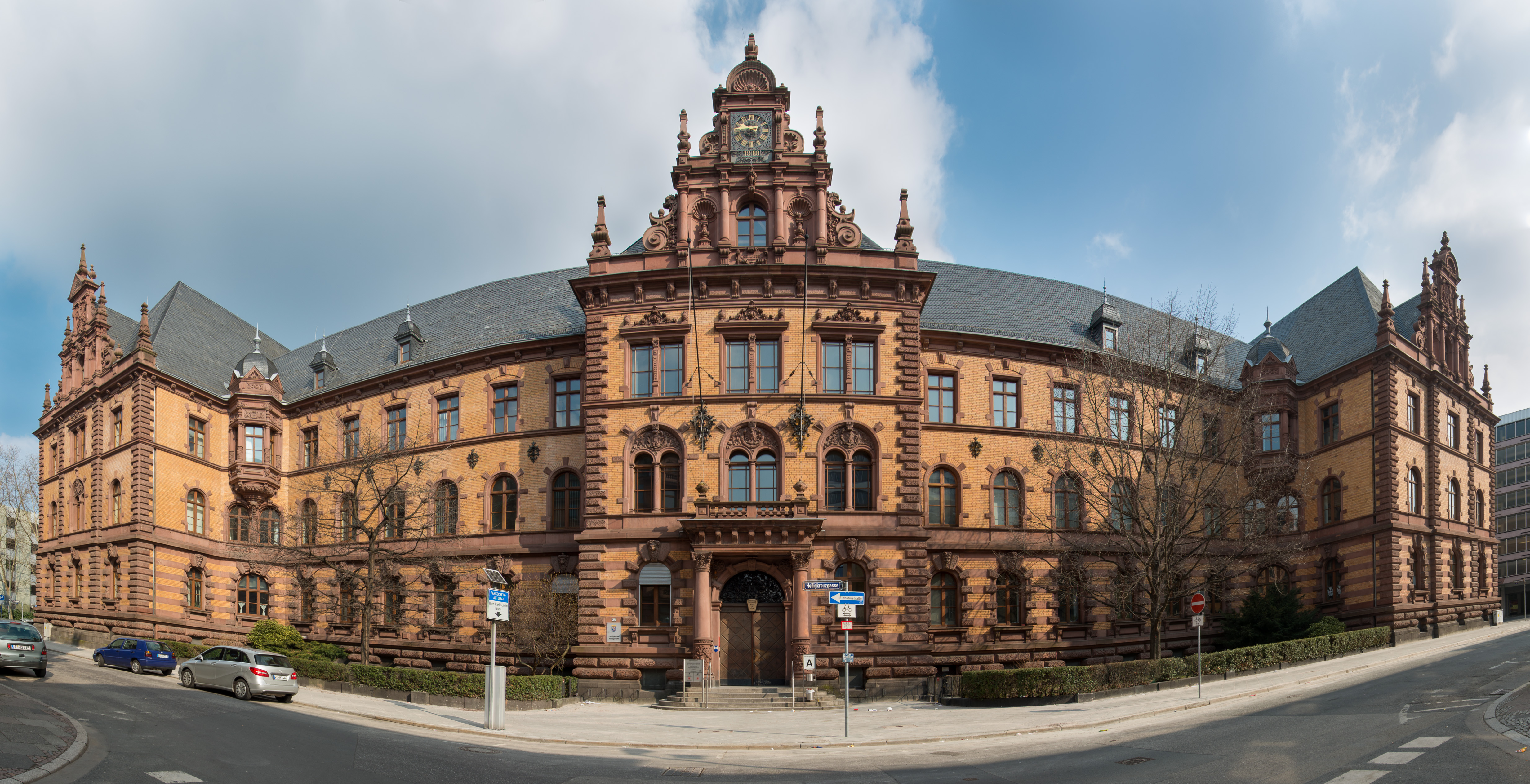
Das Gerichtsgebäude A, ein Wilhelminischer Neurenaissance-Repräsentationsbau von 1889

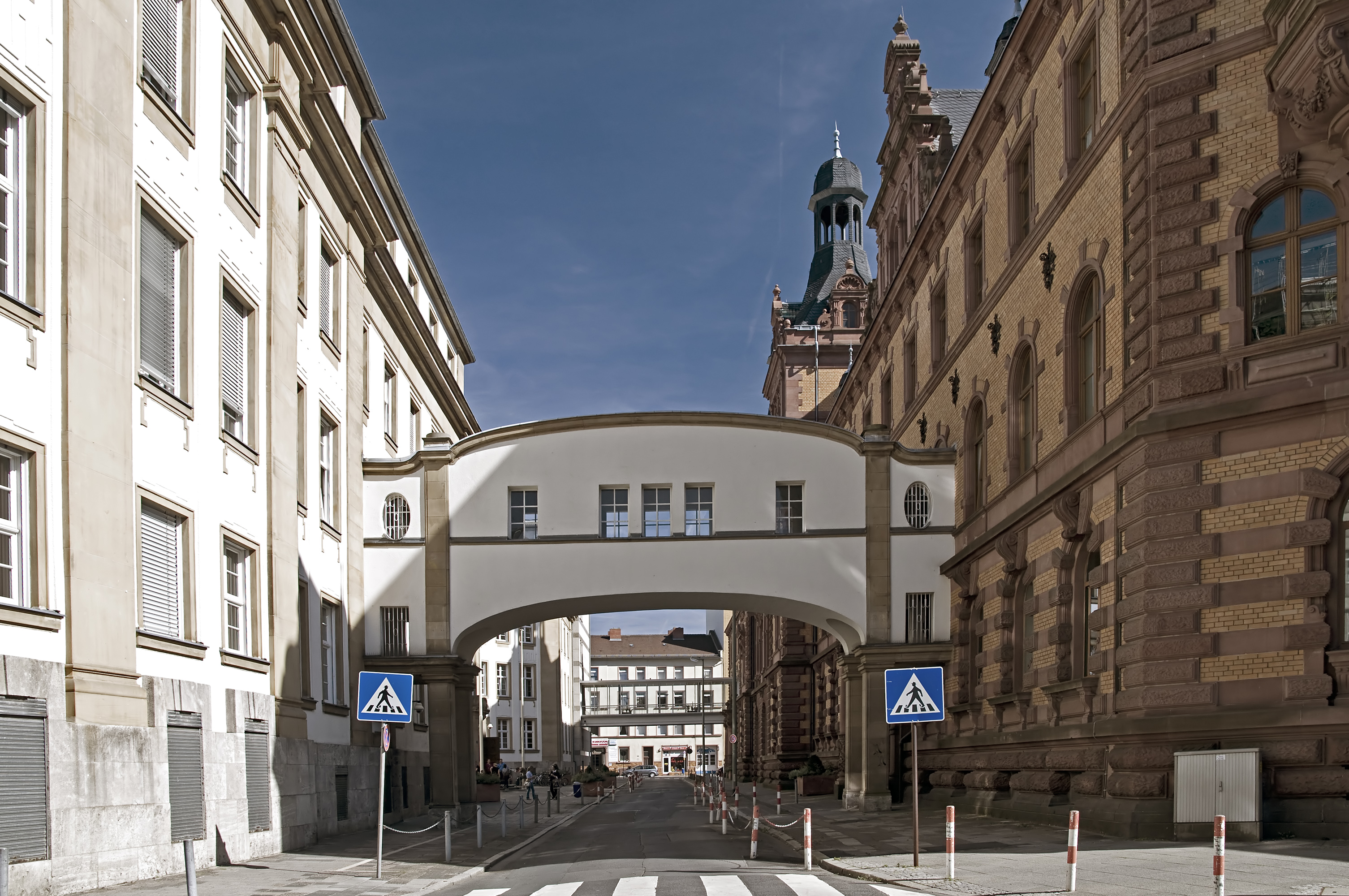
Die Gerichtsstraße in Frankfurt mit dem Amts- und dem Landgericht

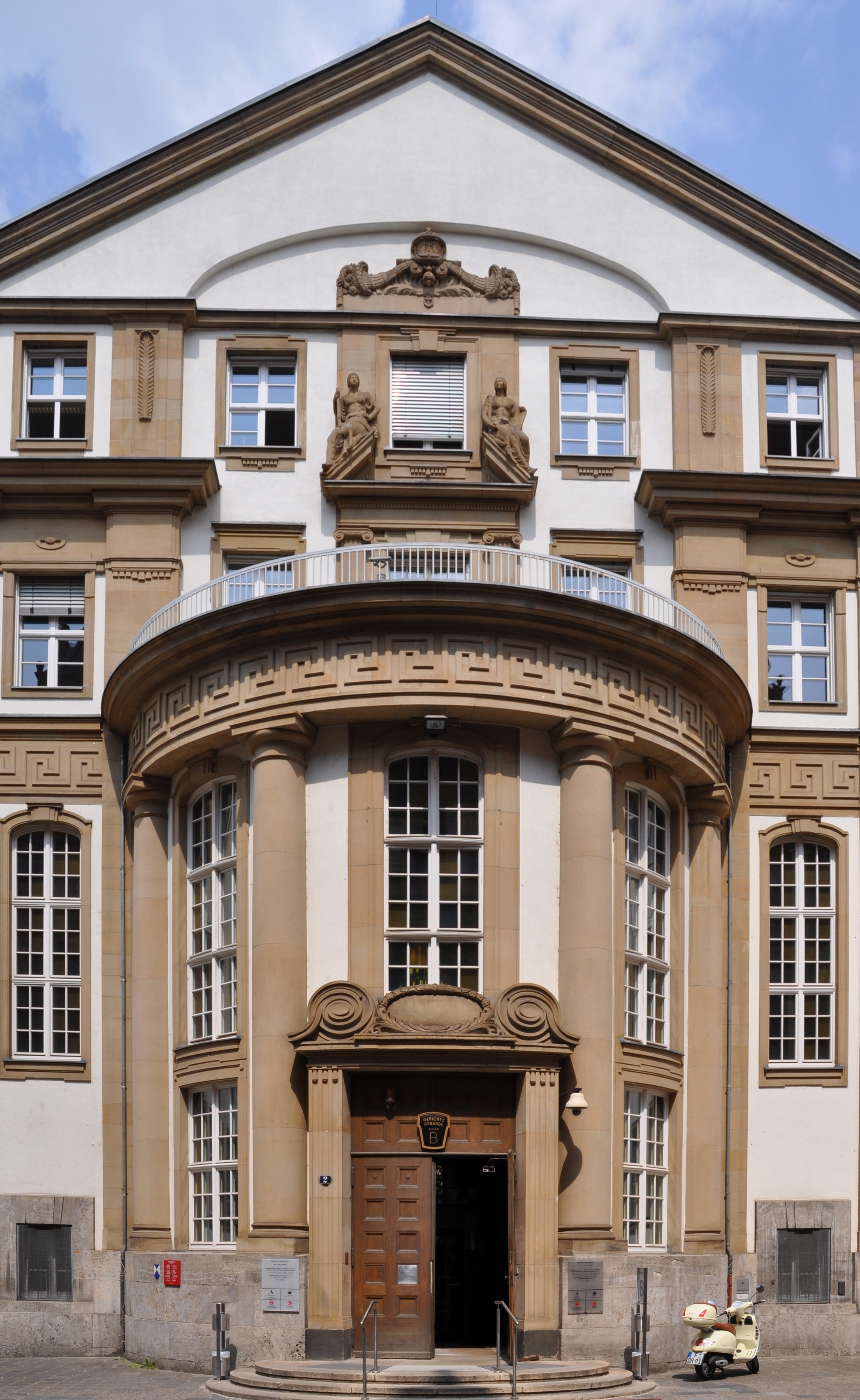
Eingang zum Dienstgebäude B

Das Amtsgericht Frankfurt am Main ist ein hessisches Amtsgericht (AG) der ordentlichen Gerichtsbarkeit mit Sitz in Frankfurt am Main.

## Zuständigkeit
Das Amtsgericht Frankfurt am Main ist zuständig für die streitige und freiwillige Gerichtsbarkeit sowie die Strafgerichtsbarkeit im Gebiet der Stadt Frankfurt am Main und in den Städten Bad Vilbel, Eschborn, Hattersheim am Main, Hofheim am Taunus und Karben sowie den Gemeinden Kriftel, Liederbach am Taunus und Sulzbach (Taunus), soweit die Streitgegenstände den Amtsgerichten zugewiesen sind. In dem Zuständigkeitsbereich des Amtsgerichtes leben mehr als 900.000 Menschen, es ist das drittgrößte Amtsgericht in Deutschland.
Im Rahmen seiner örtlichen und sachlichen Zuständigkeit werden circa 20 % der im Land Hessen anfallenden Streitigkeiten durch das Frankfurter Amtsgericht behandelt. Dieser Anteil wird beim Registergericht noch übertroffen, so werden 30 % der Registerangelegenheiten in Bezug auf Gesellschaften mit beschränkter Haftung und etwa 55 % in Bezug auf Aktiengesellschaften in Hessen durch das Handelsregister am Amtsgericht Frankfurt am Main bearbeitet.

## Übergeordnete Gerichte
Dem Amtsgericht Frankfurt am Main übergeordnet ist das Landgericht Frankfurt am Main im Oberlandesgerichtsbezirk des Oberlandesgerichtes Frankfurt am Main.

## Sitz

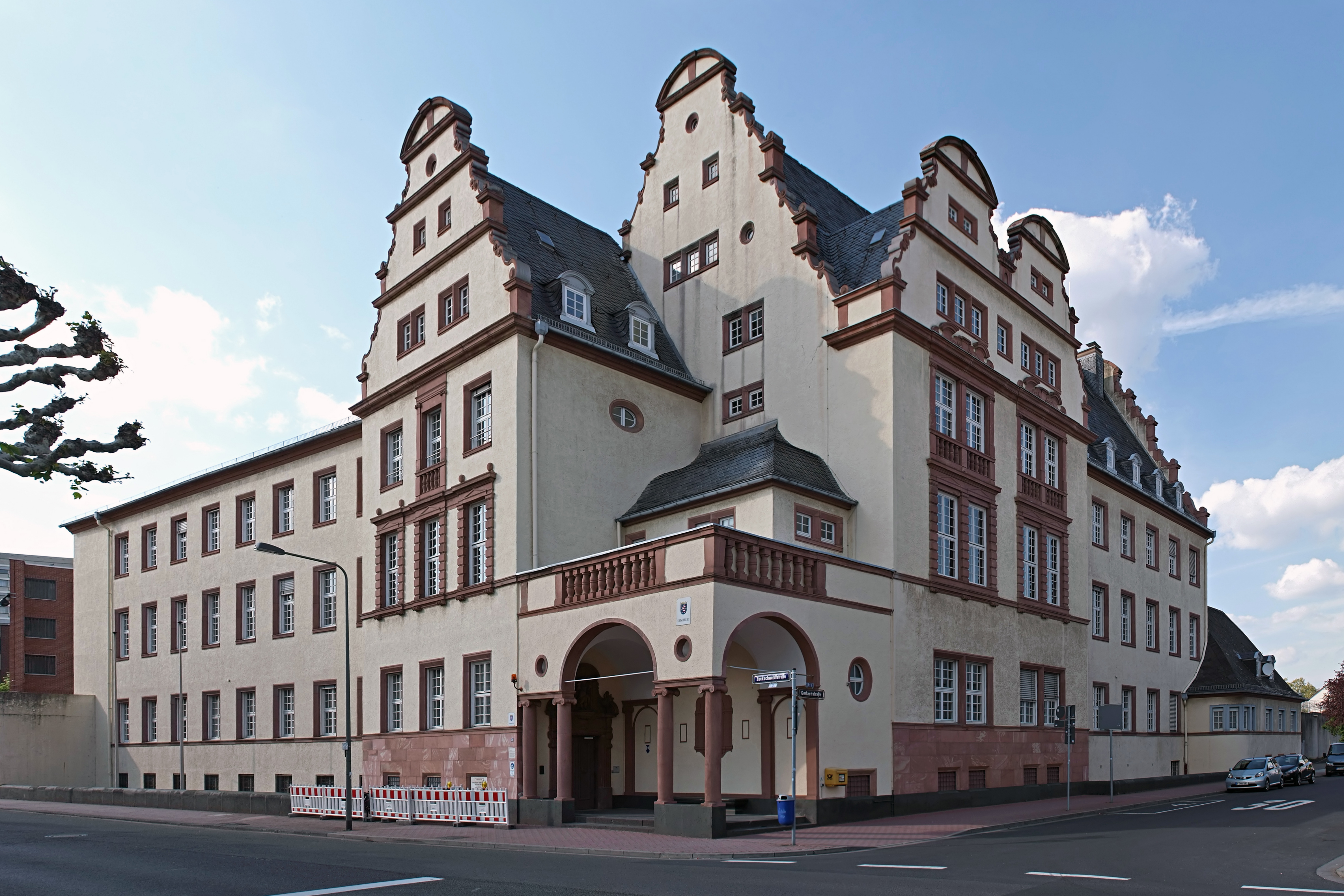
Außenstelle Zuckschwerdtstraße

Die Postanschrift des Amtsgerichtes entspricht der des Gerichtsgebäudes 'B' und lautet: Gerichtsstraße 2, 60313 Frankfurt am Main. Die Gerichtsgebäude ‚A‘ (Heiligkreuzgasse 34) und ‚E‘ (Hammelsgasse 1) sind beide mit dem Gerichtsgebäude ‚B‘ durch Übergänge verbunden. Darüber hinaus gibt es Außenstellen in der Klingerstraße 20 und in der Zuckschwerdtstraße 58. Die Außenstelle in der Klingerstraße beherbergt das Insolvenzgericht. Die Außenstelle in der Zuckschwerdtstraße in Frankfurt-Höchst ist zuständig für Fälle aus den Gemeinden Kriftel, Liederbach und Sulzbach und die hieran angrenzenden Stadtbezirke. Eine Ausnahme gilt für bürgerlich-rechtliche Streitigkeiten, für die ein gemeinsamer Turnus mit dem Innenstadtbezirk besteht sowie für Miet- und WEG-Sachen, für die ausschließlich der Innenstadtbezirk zuständig ist. Direkt neben dem Höchster Amtsgericht befand sich eine kleine Haftanstalt, die für Untersuchungsgefangene genutzt wurde. Die Haftanstalt bestand seit 1911 und wurde 2011 geschlossen. Prominentester Häftling in Höchst war der Börsenspekulant Nick Leeson, der hier 1995 mehrere Monate in Auslieferungshaft verbrachte.
Das heute vom Amtsgericht genutzte Gebäude A des Justizzentrums in Frankfurt wurde in den Jahren 1884 bis 1889 nach einem Entwurf von Karl Friedrich Endell errichtet und zunächst Justizpalast genannt. Dieses Gebäude wurde ab 1917 zunächst durch das Oberlandesgericht genutzt, wird heute aber weitgehend nur noch durch das Amtsgericht genutzt.
2006 hatte der damalige Justizminister Banzer vorgeschlagen, das Amtsgericht von seinem historischen Standort in der Innenstadt in ein in der Nähe des Polizeipräsidiums gelegenes neues Gerichtszentrum zu verlegen. Trotz ausgearbeiteter Pläne wurde dieses Vorhaben, auch aufgrund des Widerstands der Stadt Frankfurt, von Banzers Nachfolger Justizminister Hahn nicht weiterverfolgt.

## Organisation und Statistik

### Personalsituation
Mit seinen knapp 1000 Beschäftigten, davon knapp 150 Berufsrichtern (Stichtag 19. Juni 2020) ist das Amtsgericht Frankfurt am Main die mit Abstand größte Justizbehörde in Hessen und eines der größten Amtsgerichte in der Bundesrepublik Deutschland. Darunter fallen solche des richterlichen Dienstes, des gehobenen Dienstes sowie des allgemeinen Dienstes und die Justiz(fach)angestellten. Hinzu kommen Beschäftigte als Gerichtsvollzieher und Vollziehungsbeamte sowie die noch in Ausbildung befindlichen.

### Gerichtszweige und Abteilungen
Die Organisation des Amtsgerichts ist gegliedert folgende Gerichtszweige/Abteilungen:

#### Familiengericht
Vor dem Familiengericht werden neben den zahlenmäßig am häufigsten verhandelten Scheidungsverfahren u. a. auch sog. Kindschaftsverfahren geführt. Zu letzteren gehören Verfahren betreffend das elterliche Sorgerecht oder den Umgang mit Kindern. Das Familiengericht ist außerdem für Unterhalts- und Güterrechtsstreitigkeiten zuständig. Im Jahr 2018 waren dem Familiengericht etwa 23 Richterstellen ausgewiesen. Die Zahl der erledigten Fälle betrug über 7.000.

#### Strafprozessuale Abteilungen
Die strafprozessualen Abteilungen des Amtsgerichts sind unterteilt in solche, denen Einzelrichter vorstehen, und schöffengerichtliche Abteilungen, denen ein Berufsrichter und zwei Laienrichter (Schöffen) vorstehen. Für die Unterscheidung der Zuständigkeit sind Tatvorwurf und Straferwartung maßgeblich. In der Außenstelle Höchst sind in Strafsachen ausschließlich Einzelrichter tätig. Im Jahr 2018 waren den Strafprozessabteilungen etwa 34 Richterstellen zugewiesen, die etwa 6.800 Erwachsenen- und 2.000 Jugendsachen erledigten.

#### Zivilprozessuale Abteilungen
In den zivilprozessualen Abteilungen des Amtsgerichts tätige Beschäftigte bearbeiten Rechtsstreitigkeiten insbesondere aus den Rechtsgebieten des Straßenverkehrsunfallrechts, Reiserechts und Urheberrechts, aber auch einer Vielzahl anderer privat-rechtsgestaltender Normengefüge. Für die Bearbeitung von Rechtsstreitigkeit aus dem Bereich des Mietrechts und des Wohnungseigentumsrecht sind spezielle, ausschließlich mit diesen Rechtsmaterien befasste Abteilungen eingerichtet. Die meisten Richterstellen – 42 – waren 2018 den zivilprozessualen Abteilungen zugeordnet. Es wurden insgesamt über 22.000 Fälle erledigt.

#### Abschiebungshaftabteilungen
Nach Fertigstellung der landeseigenen Abschiebehaftanstalt in Darmstadt erreichte die Anzahl der Abschiebungshaftverfahren einen historischen Höchststand. Im Jahr 2018 waren es über 700 Verfahren.

#### Betreuungsgericht
Die Anzahl laufender Betreuungen hat sich 2018 markant erhöht, was zu über 9.000 Betreuungen am Amtsgericht führte.

#### Registerabteilungen
In den Registerabteilungen des Amtsgerichts werden das Handels- und das Vereinsregister geführt. Das Handelsregister ist unterteilt in das Handelsregister A, in welches sog. Personengesellschaften und ihre rechtlichen Verhältnisse eingetragen werden, und das Handelsregister B, in das sog. Kapitalgesellschaften und ihre rechtlichen Verhältnisse eingetragen werden. 2018 wurden so in das Handelsregister A über 6.800 und in das Handelsregister B 30.000 Gesellschaften eingetragen.

#### Insolvenzabteilungen
Die beim Amtsgericht eingerichtete Abteilung für Insolvenz- und Konkursverfahren wickelt sowohl Verbraucher- als auch Unternehmensinsolvenzverfahren ab, wobei nicht jeder entsprechende Antrag zwingend die Eröffnung eines Insolvenzverfahrens nach sich zieht. Im Jahr 2018 hat das Amtsgericht 644 Verbraucherinsolvenz- und 419 Regelinsolvenzverfahren eröffnet.

#### Grundbuchabteilungen
Das beim Amtsgericht eingerichtete Grundbuchamt nimmt Eintragungen jeder Art in das seit einiger Zeit elektronisch geführte Grundbuch vor. Das Amtsgericht konnte 2018 über 12.000 Eigentümerwechsel verzeichnen.

## Internetauftritt des Amtsgerichts
Das Amtsgericht hat bereits Ende des Jahres 2017 seinen vollständig überarbeiteten Internetauftritt online gestellt. Für Vertreter der Presse, aber auch andere Interessierte wird dort jeden Monat eine aus dem Justizalltag des Amtsgerichts stammende, als bemerkenswert empfundene Entscheidung in anonymisierter Form zur Verfügung gestellt und erläuternd aufbereitet. Zudem ist das Amtsgericht Frankfurt in den sozialen Medien bei Facebook vertreten.

## Ausbildung
Am 6. September 2018 eröffnete Justizministerin Eva Kühne-Hörmann in der Bleichstraße das neue Ausbildungszentrum des Amtsgerichts. Auf einer Fläche von rund 4.700 Quadratmetern werden bis zum Jahr 2020 die bislang auf mehrere Gebäude verteilten Ausbildungskanzleien zusammengeführt.

## Geschichte

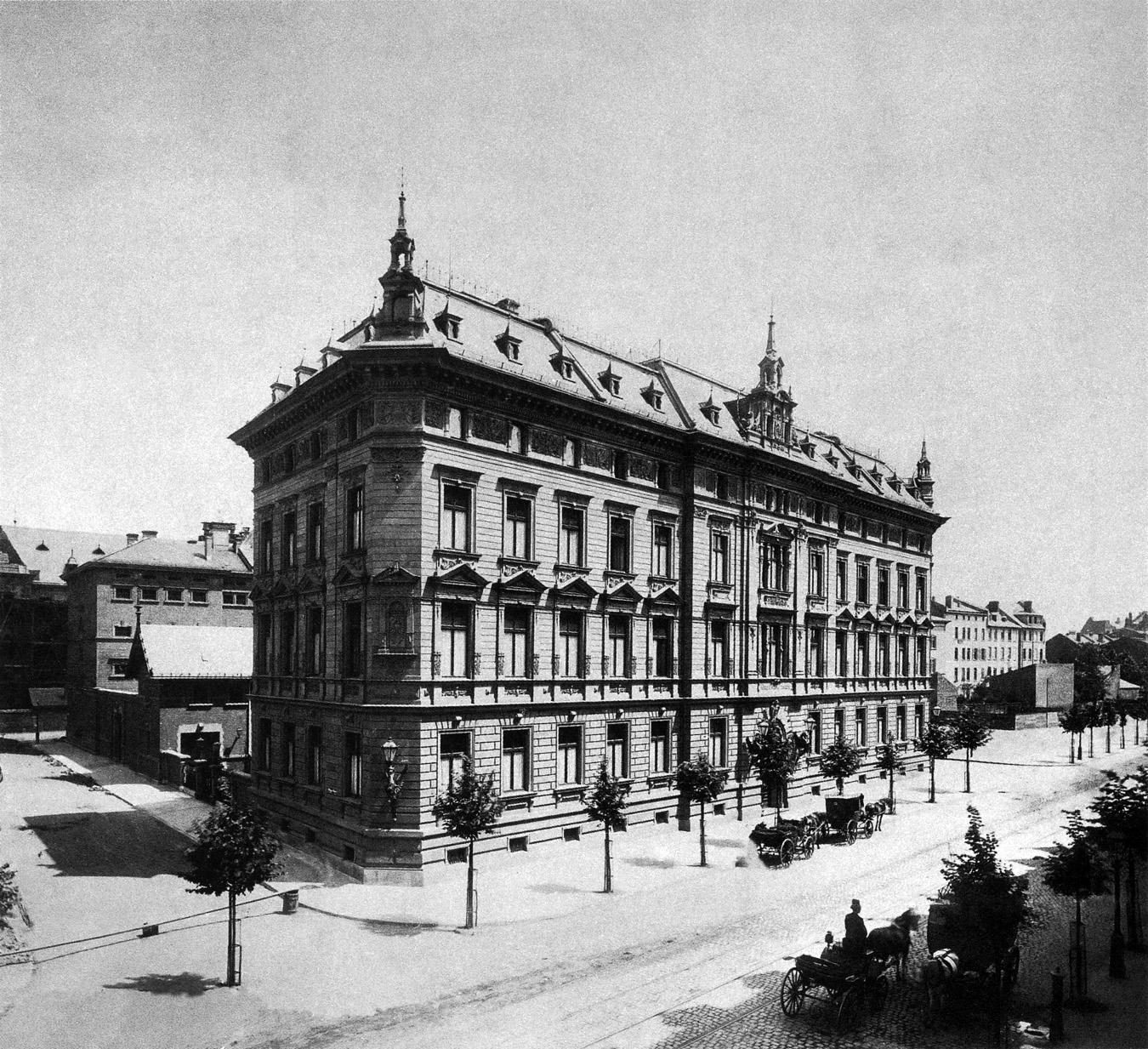
Polizeipräsidiumsgebäude auf der Zeil, um 1888

Nach der Annexion der freien Stadt Frankfurt durch Preußen war die bisherige Justizorganisation weitgehend übernommen worden. Erstinstanzliche Gerichte waren vor allem das Stadtamt, das Landamt und das Stadtgericht. Aufgrund der Reichsjustizgesetze wurde 1879 das Amtsgericht Frankfurt am Main geschaffen. Es war mit 17 Richterstellen das größte Amtsgericht im Bezirk des Landgerichtes Frankfurt am Main. Zum 1. April 1895 wurde Bockenheim (aus dem Landkreis Hanau) nach Frankfurt eingemeindet. Gleichzeitig wurde das Amtsgericht Bockenheim aufgelöst und dessen Amtsgerichtsbezirk dem des Amtsgerichtes Frankfurt zugeordnet. Ab Herbst 1945 war das bisherige Amtsgericht Höchst eine eigenständige Abteilung des Amtsgerichtes Frankfurt und erhielt am 20. Juli 1947 uneingeschränkte Prozesskompetenz.
Seinen Sitz hatte das Gericht von 1914 bis zur Zerstörung im Zweiten Weltkrieg im 1886 erbauten (alten) Polizeipräsidium auf der Zeil. Nach dem Krieg wurden die dahinter gelegenen Gerichtsgebäude genutzt, der Justizpalast von 1889 und sein Erweiterungsbau von 1917.

## Bekannte Verfahren

### Umstrittene Entscheidung zur Prozesskostenhilfe
Als Koran-Verweis wurde die Entscheidung einer Frankfurter Richterin 2007 bundesweit debattiert. Bereits im Juni 2006 hatte das Familiengericht Frankfurt am Main unter Berufung auf das Gewaltschutzgesetz die Ehewohnung einer Antragstellerin, einer aus Marokko stammenden Deutschen, zur alleinigen Nutzung zugewiesen und dem gewalttätigen Ehemann untersagt, sich der Wohnung der Frau bis auf eine Entfernung von 50 m zu nähern.
Sie wollte jedoch vor Ablauf des sogenannten Trennungsjahres geschieden werden und hatte dafür Prozesskostenhilfe beantragt. Im Rahmen des Vorverfahrens hatte die zuständige Familienrichterin gegenüber der Anwältin der Frau Bedenken geäußert und dass sie die (vom Staat zu zahlende) Prozesskostenhilfe ablehnen würde. Die Richterin meinte, dass die Voraussetzungen für die Prozesskostenhilfe nicht vorlägen, da eine unzumutbare Härte gemäß § 1565 BGB nicht gegeben sei. Sie schlug hingegen vor, das Verfahren bis zum Ablauf des Trennungsjahres ruhen zu lassen. Die Richterin wurde auf Antrag der Anwältin daraufhin für befangen erklärt, das Verfahren wurde auf eine andere, nach dem Geschäftsverteilungsplan des Amtsgerichts Frankfurt am Main zuständige Richterin übertragen. In einer anschließenden dienstlichen Erklärung begründete die Richterin ihre Entscheidung mit Bezugnahme auf den Koran und wies unter anderem darauf hin, dass beide Eheleute aus dem islamischen Kulturkreis stammten.
Für die Richterin hatte der Hinweisbeschluss keine dienstrechtlichen Folgen. Der zuständige hessische Justizminister Jürgen Banzer betonte, die Richterin habe „im Kernbereich richterlicher Unabhängigkeit gehandelt“ wovor er „großen Respekt“ habe. Der Deutsche Richterbund begrüßte Banzers Entscheidung und hätte sich gewünscht, dass die Justiz hier mehr Rückhalt erfahren hätte.

## Präsidenten des Amtsgerichts Frankfurt am Main
- 1945–1949: Leo Lanckoroński
- 1949–1952: Karl Maas
- 1952–1956: Hans Hofmeier
- 1956–1975: Walter Karnath
- 1976–1985: Heinrich Balser
- 1985–2000: Manfred Wick
- 2000–2009: Karl-Heinz Bernard
- 2010–2015: Hermann Josef Schmidt
- 2015–2022: Erich Fischer
- ab 2022: Susanne Wetzel

## Persönlichkeiten
- Axel Bauer (Richter)
- Harald Graef (Richter)
- Gerbert Hübsch (1970 bis 1973 Richter)
- Otto Rudolf Kissel (1959 Richter)
- Friedrich Krebs (ab 1923 Richter)
- Martin Niemöller (ab 1967 Richter)
- Norbert Pawlik (Richter)
- Rüdiger Rubel (ab 1983 Richter)
- Johann Nikolaus Scheuer (von 1982 bis 1994 Richter, von 1985 bis 1992 Mitglied des Präsidiums)
- Wilm von Stein-Liebenstein (1906 bis 1908)
- Ulrich Wetzel (1992–2022)